# Transferência eletrônica de fundos
- Transferência eletrônica (português brasileiro) ou eletrónica (português europeu) de fundos (TEF ou EFT) refere-se aos sistemas computacionais que executam transações financeiras de forma eletrónica. Uma TEF é também o nome dado à própria transferência eletrônica de valores entre contas, quer internamente na mesma instituição, quer entre diversas instituições.
A comunicação das transações eletrônicas entre os servidores e as operadoras de cartão são feitas através de linhas X.25. Porém existem gateways que utilizam a internet, através de VPN, para comunicar com as pontas clientes e a partir deles a comunicação acontece através de linhas X.25.
Está em estudo alterar essas comunicações para MPLS ou IP, haja vista que a tecnologia X.25 já está bastante ultrapassada e não está se mostrando fiável devido ao obsoletismo dos equipamentos e falta de pessoal capacitado para manter as linhas estáveis.
As principais ferramentas para as transações eletrônicas utilizadas atualmente utilizam comunicação via IP entre clientes e gateways e X.25 entre gateways e operadores de cartões.